# 広島大学医療技術短期大学部
広島大学医療技術短期大学部（ひろしまだいがくいりょうぎじゅつたんきだいがくぶ）は、広島県広島市において設置が計画されていた日本の国立短期大学である。

## 概要
広島大学医学部に併設される形で設置される予定で、広島大学附属看護学校を源流としていた。1989年3月頃より、広島大学医療技術短期大学部の創設準備が始まる。1990年頃に発行された資料にも、創設準備についての記述がある。しかし、事情により開学が延期となる。その後の計画変更で1992年に医学部保健学科を開学することになったため、3年制短期大学は設置されずに終わった。

## 設置予定学科
- 看護学科[6]
- 理学療法学科[6]
- 作業療法学科[6]